# 北倉郡
北倉郡（：／ Pukchang gun */?）是朝鮮民主主義人民共和國平安南道東部的一個郡。南北為山地，中央為北倉盆地。大同江在西北部流過。面積575平方公里，2008年人口139,498人。下分1邑、5勞動者區、20里。

## 歷史
1952年設郡。1995年析出郡級得將地區（득장지구），2000年撤銷併入本郡。2008年再復設得將地區。